# Baignes
Baignes é uma comuna francesa na região administrativa de Borgonha-Franco-Condado, no departamento de Alto Sona. Estende-se por uma área de 2,87 km². Em 2010 a comuna tinha 108 habitantes (densidade: 37,6 hab./km²).